# 尼歐塔茲 (堪薩斯州)
尼歐塔茲（英語：Niotaze）是一個位於美國堪薩斯州學托擴縣的城市。

## 地方資料
根據2020年美國人口普查的數據，尼歐塔茲的面積為0.96平方千米，當中陸地面積為0.96平方千米，而水域面積為0.00平方千米。當地共有人口90人，而人口密度為每平方千米93.75人。